# Ficus brevibracteata
Ficus brevibracteata là một loài thực vật có hoa trong họ Moraceae. Loài này được W.C.Burger mô tả khoa học đầu tiên năm 1973.